# Ferrari 375F1
Der Ferrari 375F1 war ein Formel-1-Rennwagen, gebaut und eingesetzt von der Scuderia Ferrari.

## Entwicklungsgeschichte und Modellbeschreibung
Aurelio Lampredi war ein großer Verfechter von Rennmotoren ohne Aufladung. Die Motoren, die er für die Ferrari 275F1, 340F1 und den Ferrari 375F1 baute, spiegelten diese Ansicht wider. Der leistungsstärkste Motor kam im 375F1 zum Einsatz. Dieser Motor hatte bei 4,5 Liter Hubraum maximal 280 kW (380 PS). Lampredi war überzeugt, dass durch diese Technik die Wagen leichter und einfacher zu fahren waren, die Motoren weniger strapaziert würden und durch den geringeren Benzinverbrauch auch wirtschaftlicher seien.
Das Fahrgestell und Fahrwerk war vom Ferrari 340F1 übernommen. Es hatte doppelte Querlenker und Querblattfeder vorne und eine De-Dion-Aufhängung mit einer Querblattfeder hinten.

## Renngeschichte

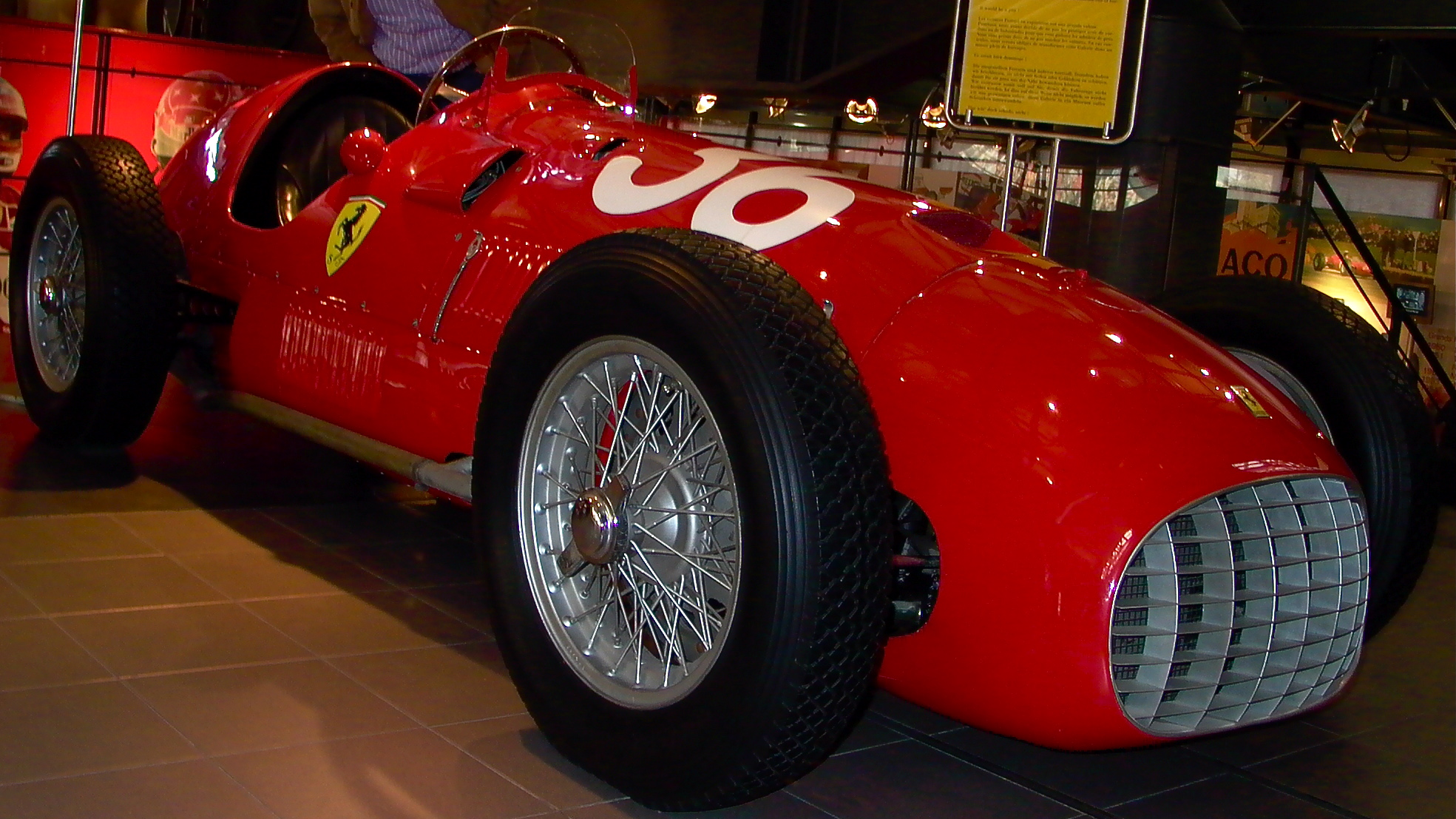
Ferrari 375F1

Der Wagen gab noch Ende der Saison 1950 sein Debüt in der Formel 1. Alberto Ascari fiel damit beim Großen Preis von Italien im Monza aus. 1951 wurde der 375F1 zum ersten Siegerwagen von Ferrari in der Formel 1 und die Scuderia zum starken Gegner von Alfa Romeo und deren Spitzenwagen, dem Tipo 159. José Froilán González gewann den Großen Preis von Großbritannien in Silverstone und Ascari nur 14 Tage später den Weltmeisterschaftslauf um den Großen Preis von Deutschland auf dem Nürburgring. Beim Großen Preis von Italien im September desselben Jahres konnte nur Felice Bonetto im Alfa Romeo mit den Werkswagen der Scuderia mithalten. Ascari siegte vor González und Bonetto. Luigi Villoresi und Piero Taruffi komplettierten mit den Rängen vier und fünf den totalen Heimtriumph von Ferrari. Den Titel des Fahrerweltmeisters holte sich aber Juan Manuel Fangio für Alfa Romeo. Am Schluss fehlten Ascari sechs Punkte auf den Titel.
Das Aus für die 375er als Einsatzwagen in der Weltmeisterschaft kam durch eine Reglementänderung. Ab 1952 wurden die Grand-Prix-Rennen mit Fahrzeugen der Formel 2 ausgefahren und die Scuderia setzte den Ferrari 500 ein. Weiter liefen die 375F1 aber in der Formel Libre; auch Ferrari setzte dort 1952 noch Werkswagen ein. Drei 375F1 wurden an Privatfahrer verkauft. Der Ferrari 375 Indianapolis basierte ebenso auf dem 375F1 wie der Thinwall Special.

## Trivia
Der Motor, mit dem José Froilán González den ersten Ferrari-Sieg in Silverstone erzielte, wurde später durch Vermittlung seiner Fahrerkollegen Alberto Ascari und Luigi Villoresi dem Motorboot-Rennfahrer Achille Castoldi für sein Projekt Arno XI überlassen, mit dem Castoldi 1953 auf dem Iseosee einen heute noch gültigen Weltrekord mit einer Geschwindigkeit von 242,708 km/h (131,051 kn) aufstellte.

## Technische Daten
| 375F1                 | Baujahr 1950; eingesetzt 1950 und 1951                  |
| --------------------- | ------------------------------------------------------- |
| Motor                 | 12-Zylinder-V-Motor                                     |
| Bohrung × Hub         | 80 × 74,5 mm                                            |
| Hubraum               | 4494 cm³                                                |
| Verdichtung           | 11: 1                                                   |
| Max. Leistung         | 257 kW (350 PS) bei 7000/min                            |
| Max. Drehmoment       | -                                                       |
| Kurbelwelle           | -                                                       |
| Motorsteuerung        | obenliegende Nockenwelle, Kette, 2 Ventile pro Zylinder |
| Vergaser              | 3 × Weber 42 DCF                                        |
| Aufladung             | -                                                       |
| Treibstoff            | -                                                       |
| Tankinhalt            | 195 Liter                                               |
| Kühlung               | Wasser (mit Pumpe)                                      |
| Getriebe              | Vier-Gang, ein Rückwärtsgang, Mehrscheibenkupplung      |
| Fahrgestell           | Rohrrahmen, zwei ovale Längsträger                      |
| Aufhängung vorn       | Doppelquerlenker, Querblattfeder                        |
| Aufhängung hinten     | De-Dion-Achse, Querblattfeder                           |
| Stoßdämpfer           | Hebelstoßdämpfer vorne und hinten                       |
| Bremsen               | Vier hydraulisch betätigte Trommelbremsen               |
| Radstand              | 2320 mm                                                 |
| Spur                  | 1278/1250 mm                                            |
| Außenmaße             | 3937 × 1428 × 960 mm                                    |
| Trockengewicht        | 720 kg (inkl. Wasser und Öl)                            |
| Höchstgeschwindigkeit | 278 km/h (173 mph)                                      |